# Coccoloba coriacea
Espèce
Synonymes
- Coccoloba calobotrys Meisn.[1]
- Uvifera coriacea Kuntze[1]

Statut de conservation UICN

 VU D2 : Vulnérable
Coccoloba coriacea est une espèce de plantes de la famille des Polygonaceae.

## Publication originale
- Botanische Jahrbücher für Systematik, Pflanzengeschichte und Pflanzengeographie 13: 194. 1890.